# The Clique

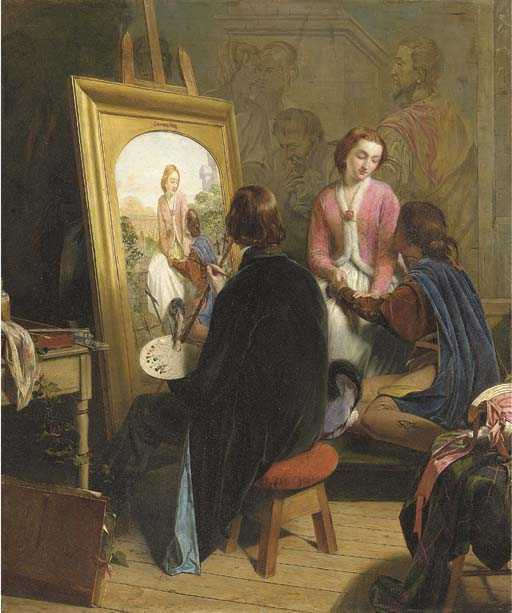
Henry O'Neil, Prerafaeliterna, en satir över prerafaeliterna, målad 1857 av O'Neil.

The Clique (= Klicken) var en grupp viktorianska målare som bildades av Richard Dadd. Övriga medlemmar var Augustus Egg, Alfred Elmore, William Powell Frith, Henry Nelson O'Neil, John Phillip och Edward Matthew Ward. 
I slutet av 1830- och början av 1840-talet sammanstrålade gruppen i mer eller mindre informella träffar. 1843 upplöstes gruppen då grundaren Dadd efter att ha mördat sin far spärrades in som sinnessjuk. Övriga medlemmar blev efterhand ledamöter av Royal Academy of Arts och de målningar som de skapade blev hyllade av det nyligen grundade konstmagasinet Art Journal.
The Clique känns igen på deras avståndstagande från akademisk konst till fördel för genremåleri i William Hogarths och David Wilkies kölvatten och tradition. På mötena brukade de göra teckningar med samma motiv och låta icke-konstnärer bedöma resultaten. De ansåg att konst skulle bedömas av dess publik och inte i enlighet med akademiska ideal.
I början av 1850-talet utvecklades en uttalad fiendskap mellan de flesta av medlemmarna i The Clique och en annan konstnärsgrupp som kallade sig för prerafaeliter. Gruppen ansåg att prerafaeliternas konst var excentrisk och primitiv. Frith och O'Neil skrev ett stort antal aggressiva debattartiklar som angrep prerafaeliternas konstideal. Augustus Egg blev däremot vän och stöd till prerafaeliten William Holman Hunt.
Porträtt av medlemmarna beställdes av Patrick Allan-Fraser för Hospitalfield House i Arbroath.
På 1860-talet var det en annan grupp engelska konstnärer med motsvarande åsikter som blev kända som St. John's Wood Clique.